# La lettera d'amore (film)
La lettera d'amore (The Love Letter) è un film del 1999 diretto da Peter Chan, con Kate Capshaw, Ellen DeGeneres, Tom Selleck e Jessica Capshaw.

## Trama
Una libraia trova nel suo negozio una lettera misteriosa: non è firmata e non c'è il nome del destinatario, ma si tratta di una lettera d'amore molto misteriosa e passionale, e così la donna inizia ad indagare.

## Produzione
Le riprese sono durate nel periodo a cavallo tra agosto 1998 e settembre dello stesso anno.
Il costo di tutto il film è stimato tra i 20 milioni di dollari.

## Distribuzione
Il film è uscito negli stati uniti il 21 maggio 1999 mentre in Italia per il 26 novembre dello stesso anno.